# Lina Morgan
Lina Morgan, all'anagrafe María de los Ángeles López Segovia (Madrid, 20 marzo 1937 – Madrid, 20 agosto 2015), è stata un'attrice e vedette spagnola.
Tra cinema e televisione, partecipò ad oltre una quarantina di differenti produzioni, a partire dall'inizio degli anni sessanta (tra cui ad oltre ad una ventina di film . Tra i suoi ruoli principali, figurano, tra l'altro, quello di Valentina nella serie televisiva Compuesta y sin novio (1995), quello di Reme nella serie televisiva Hostal Royal Manzanares (1996-1998, ruolo che le valse per due volte il TP d'oro come miglior attrice), quello di Gloria nella serie televisiva Academia de baile Gloria (2001) e quello di Florinda nella serie televisiva Escenas de matrimonio (2007-2008). 

## Biografia

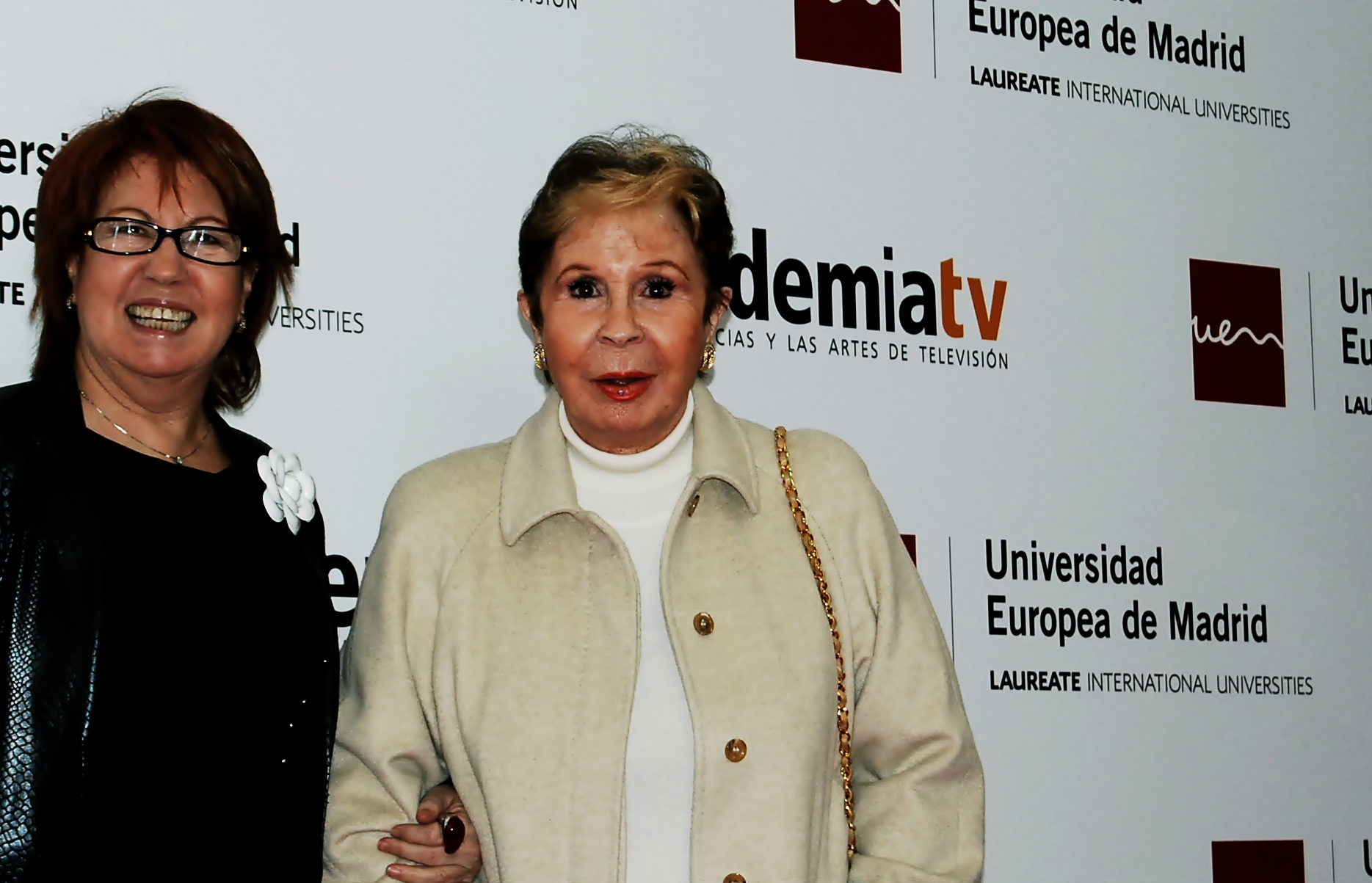
Lina Morgan assieme alla giornalista Rosa Villacastín nel 2012

### Malattia e morte
Lina Morgan muore a Madrid giovedì 20 agosto 2015 all'età di 78 anni per i postumi di una polmonite che l'aveva colpita nel novembre del 2013.

## Filmografia parziale

### Cinema
- El pobre García (1961)
- Vampiresas 1930 (1962)
- Una tal Dulcinea (1963)
- Objetivo: las estrellas (1963)
- Julieta engaña a Romeo (1965)
- La cesta (1965)
- Algunas lecciones de amor (1966)
- ¿Qué hacemos con los hijos? (1967)
- Las que tienen que servir (1967)
- Los subdesarrollados (1968)
- Soltera y madre en la vida (1969)
- La tonta del bote (1970)
- La graduada (1971)
- Dos chicas de revista (1972)
- La descarriada (1973)
- Una monja y un Don Juan (1973)
- La llamaban La Madrina (1973)
- Señora doctor (1974)
- Ésta que lo es... (1974)
- Una pareja... distinta (1974)
- Fin de semana al desnudo (1974)
- Los pecados de una chica casi decente (1975)
- Imposible para una solterona (1976)
- Un día con Sergio (1977)
- Hermana, pero ¿qué has hecho? (1995)

### Televisione
- La risa española - serie TV, 1 episodio (1969)
- Compuesta y sin novio - serie TV, 13 episodi (1995)
- Hostal Royal Manzanares - serie TV, 67 episodi (1996-1998)
- Una de dos - serie TV, 19 episodi (1998-1999)
- Academia de baile Gloria - serie TV, 17 episodi (2001)
- A tortas con la vida - serie TV, 7 episodi (2005-2006)
- Escenas de matrimonio - serie TV, 54 episodi (2007-2008)
- Reyes y estrellas - film TV (2012)

## Programmi televisivi
- Fin de año con Lina Morgan (1992)

## Teatro (lista parziale)
- Cascabeles de España (1949)
- Multicolor (1950)
- Del Can-Can al Mambo (1952)
- La blanca doble (1953-1955)
- ¡Un, dos, tres... cásate esta vez! (1972-1973)
- ¡Vaya para de gemelas! (1980-1983)
- ¡Sí, al amor! (1985-1987)
- El último tranvía (1987-1991)
- Celeste... no es un color (1991-1993)

## Premi e riconoscimenti (lista parziale)
- 1995: TP d'oro come miglior attrice per il ruolo di in Compuesta y sin novio
- 1997: TP d'oro come miglior attrice per il ruolo di Reme in Hostal Royal Manzanares
- 1998: TP d'oro come miglior attrice per il ruolo di Reme in Hostal Royal Manzanares
- 1998: Premio speciale della giuria ai Premi Ondas
- 1999: Nomination TP d'oro come miglior attrice per il ruolo di Reme in Hostal Royal Manzanares
- 2002: Nomination TP d'oro come miglior attrice per il ruolo di Glori in Academia de baile Gloria